# Marija Gimbutas
Marija Gimbutas (Vilnius, 23 gennaio 1921 – Los Angeles, 2 febbraio 1994) è stata un'archeologa e linguista lituana naturalizzata statunitense.
Nata Marija Birutė Alseikaitė, studiò a Kaunas, Vilnius e Tubinga, dove in particolare ottenne un dottorato nel 1946 con la tesi intitolata Sepolture in Lituania in tempi preistorici. La sua formazione accademica fu interdisciplinare e incluse linguistica, etnologia e storia delle religioni. Nel 1941 sposò l'architetto Jurgis Gimbutas (1918-2001), con cui ebbe tre figlie. I suoi studi e la sua carriera sono state costantemente interrotte dalle sue emigrazioni, prima nel 1944 in Austria, fuggendo dall'Armata Rossa che annesse la Lituania all'Unione Sovietica; alla fine della seconda guerra mondiale, andò in Germania Ovest, infine, nel 1949 si trasferì definitivamente negli Stati Uniti.
È conosciuta per aver studiato le culture del neolitico e l'età del bronzo della cosiddetta Europa Antica, e per l'ipotesi kurganica che colloca la patria originaria protoindoeuropea nella steppa pontico-caspica. I suoi lavori, pubblicati tra il 1946 e il 1971, introdussero nuovi punti di vista nell'ambito della linguistica e dell'interpretazione della mitologia, e sfidarono le credenze del tempo sull'età del bronzo. È ritenuta come una delle autorità più rilevanti a livello internazionale riguardo allo studio di questo periodo e innovatrice nel contesto delle tecniche archeologiche del XX secolo.

## Biografia

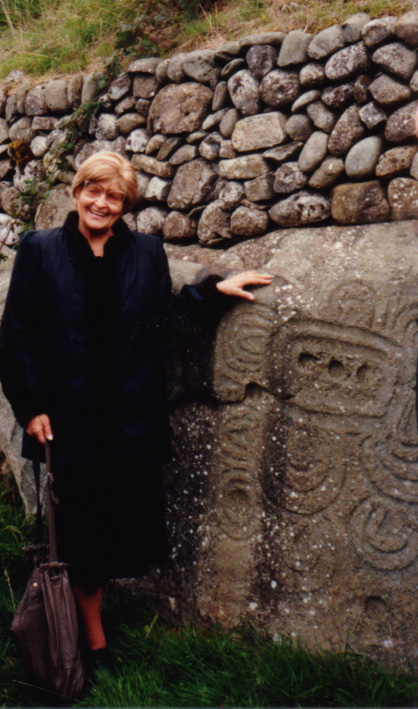
Marija Gimbutas presso la Kerbstone 52, Newgrange, Meath, Irlanda, nel settembre 1989.

Marija Gimbutas giunse negli Stati Uniti come rifugiata dalla Lituania nel 1949 dopo aver conseguito un dottorato in archeologia nel 1946 all'Università di Tubinga in Germania, ma non dimenticò mai le sue radici baltiche. Iniziò all'Università di Harvard traducendo testi di archeologia dell'Europa orientale, e divenne assistente al dipartimento di antropologia. Nel 1955 divenne Fellow del Museo Peabody di archeologia ed etnologia.
Nel 1956 Marija Gimbutas introdusse la cosiddetta ipotesi kurganica, la quale postula che i popoli della cultura kurgan siano associabili al presunto popolo preistorico parlante il protoindoeuropeo (PIE). La sua teoria colloca la patria originaria protoindoeuropea nella steppa pontico-caspica. Questa ipotesi e il suo atteggiamento multidisciplinare ebbero un impatto significativo sull'indoeuropeistica.
In qualità di professoressa di archeologia all'Università della California - Los Angeles dal 1963 al 1989, Marija Gimbutas diresse i maggiori scavi dei siti del neolitico nell'Europa sud-orientale tra il 1967 e il 1980, grazie ai quali furono portati alla luce una gran quantità di manufatti artistici e di uso quotidiano risalenti ad un periodo precedente a quello che si riteneva a quel tempo l'inizio del neolitico in Europa.

## Ricerche
L'importanza della sua ricerca risiede nell'aver portato nuove conoscenze sulle società dell'Età del Bronzo che hanno aperto nuovi modelli di interpretazione e metodologia archeologica. Dopo la pubblicazione di Bronze Age Cultures in Central and Eastern Europe (1965), è stata considerata una delle massime autorità nello studio di questo periodo. Ha diretto cinque scavi in siti dell'Europa sudorientale del periodo preneolitico. Scavò più di 30.000 oggetti, di cui 3.000 statuette. Nei suoi studi archeologici utilizzò la tecnica di datazione al radiocarbonio sviluppata da Willard Libby nel 1949.
Negli anni cinquanta, Gimbutas sviluppò un metodo di ricerca interdisciplinare con il quale, avvalendosi di altre discipline come l'antropologia e l'etnologia, che confrontò con la paleontologia linguistica - fulcro delle sue analisi - interpretò i dati archeologici che le permisero di localizzare i popoli di lingua indoeuropea e l'espansione di queste lingue. Con questo metodo aprì la strada all'archeologia descrittiva, che chiamò «archeomitologia». Il metodo di Gimbutas rappresentò un'importante svolta per l'archeologia dell'epoca. Questa metodologia si basava sulla combinazione di archeologia e linguistica per identificare, insieme alla mitologia, i popoli protoindoeuropei del Neolitico e dell'Età del Bronzo.
Nel 1956 formulò la sua teoria più conosciuta, ovvero l'ipotesi kurganica, nella monografia The Prehistory of Eastern Europe, che raccoglieva gli studi condotti l'anno precedente tra il Baltico e il Caucaso settentrionale. Questa ipotesi avanzava la possibilità che i popoli provenienti dall'Asia centrale fossero migrati in Europa durante l'età del bronzo e portarono una lingua nota come protoindoeuropeo. La proposta suscitò una grande sorpresa nella comunità archeologica.
Concentrò la sua attenzione nello studio della rappresentazione della società e del culto femminili. Realizzò gli studi sulle società esistenti nel Neolitico e nell'area dei Balcani. Queste società, secondo i suoi studi, erano di carattere pacifico e governate da donne regine e sacerdotesse, a differenza di altre società di carattere bellicoso. Lo studio dei reperti di statuette sia femminili che maschili - che chiamò dèe -, confermò l'esistenza del culto sacro di quella che indicò come un'unica Grande Dea. Le conclusioni sulla struttura di suddette società furono pubblicate nel 1974 nell'opera intitolata The Gods and Goddesses.
Il risultato del suo lavoro è stato che nelle manifestazioni del folklore, i modelli di cultura si mantengono e sopravvivono ai cambiamenti delle società tradizionali le cui credenze cambiano a un ritmo lento.
Joan Marler, editrice di Marija Gimbutas e fondatrice dell'Institute of Archaeomythology, scrisse:

### Ipotesi kurganica

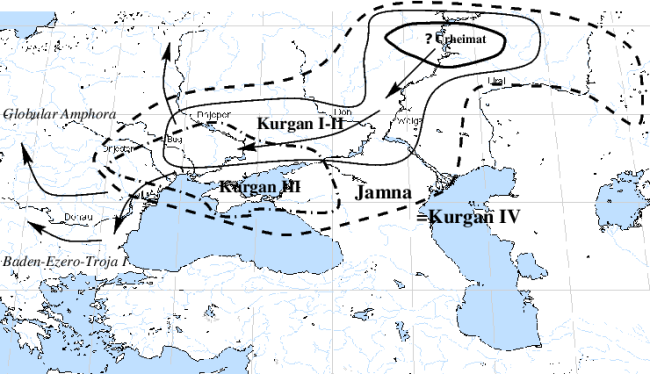
Prospettiva dell'ipotesi kurganica

Nel 1956, Gimbutas pubblicò la teoria che passò alla storia come "ipotesi kurganica" nella monografia The Prehistory of Eastern Europe. Tale ipotesi, basata sul confronto tra la linguistica comparativa e i dati archeologici raccolti durante gli scavi dei tumuli funebri della cultura kurgan dell'Asia centrale, si proponeva di risolvere una serie di enigmi relativi ai popoli locutori della lingua protoindoeuropea (PIE), identificando questi popoli proprio con i “kurgan”, ovvero, i popoli dei tumuli nelle steppe e stabilendo una possibile origine e tratte di migrazione dei protoindoeuropei verso tutta l'Europa.
L'ipotesi ebbe un impatto significativo per l'indoeuropeistica. Le ricerche che concordano con la teoria di Gimbutas identificano la cultura dei kurgan - conosciuta anche con il nome di cultura di Jamna - come il riflesso di una prima società protoindoeuropea che visse nella steppa pontico-caspica dal V al III millennio a.C.
Marija Gimbutas identifica la cultura kurgan con la patria originaria degli indoeuropei. Questa cultura mesolitica, ubicata tra il Volga e i fiumi degli Urali, si distingue per la prima domesticazione del cavallo. La mobilità ottenuta da ciò avrebbe portato alla creazione di gruppi di cavalieri guerrieri, e di conseguenza a forme di società patriarcali. Tra il 4500 e il 3000 a.C., i protoindoeuropei, questo «popolo di cavalieri», sarebbero giunti, a diverse ondate, nella regione del Dnepr, a ovest di Ucrania e Moldavia, avrebbero trasformato la preesistente cultura di tipo agricolo, stabilendo una aristocrazia e imponendo la loro lingua. Questa conquista dell'Europa da parte della cultura kurganica è evidenziata in archeologia dalla cultura della ceramica cordata e dalla cultura dei vasi a imbuto.
La teoria kurganica circa la patria indoeuropea portata avanti da Gimbutas ha trovato conferma nel 2015 da tre studi di genetica. Secondo tali studi, gli aplogruppi R1b e R1a, allora i più diffusi in Europa (R1a anche in Asia meridionale) si sarebbero estesi dalle steppe russe, insieme alle lingue indoeuropee; è stata identificata anche una componente autosomica presente negli europei moderni che non era presente negli europei neolitici, probabilmente introdotta con i lignaggi paterni R1b e R1a, così come con le lingue indoeuropee.

### La Grande Dea
A partire dagli studi e dalle ricerche riguardanti le culture preistoriche del Mediterraneo e quelle dell'Europa centrale e nordorientale del Paleolitico superiore e dell'età del bronzo, si trovò una variegata e complessa struttura delle figure simboliche femminili, di piccole dimensioni, così come l'esistenza di un culto religioso, in una rappresentazione unica e universale che chiamò Grande Dea. Gimbutas ritenne questo termine il più appropriato, perché inglobava tutte le possibili varianti, circa le diverse rappresentazioni e poteri attribuiti alla divinità. In accordo con quest'idea, il concetto di Grande Dea era legato alla Dea della fertlità, della Madre Terra e della Dea Madre, perché secondo la teoria avanzata da Gimbutas, queste fanno parte del concetto di Grande Dea che ingloba appunto tutte le possibili rappresentazioni e sfaccettature della stessa e descrive solo una parte del ruolo della figura principale.

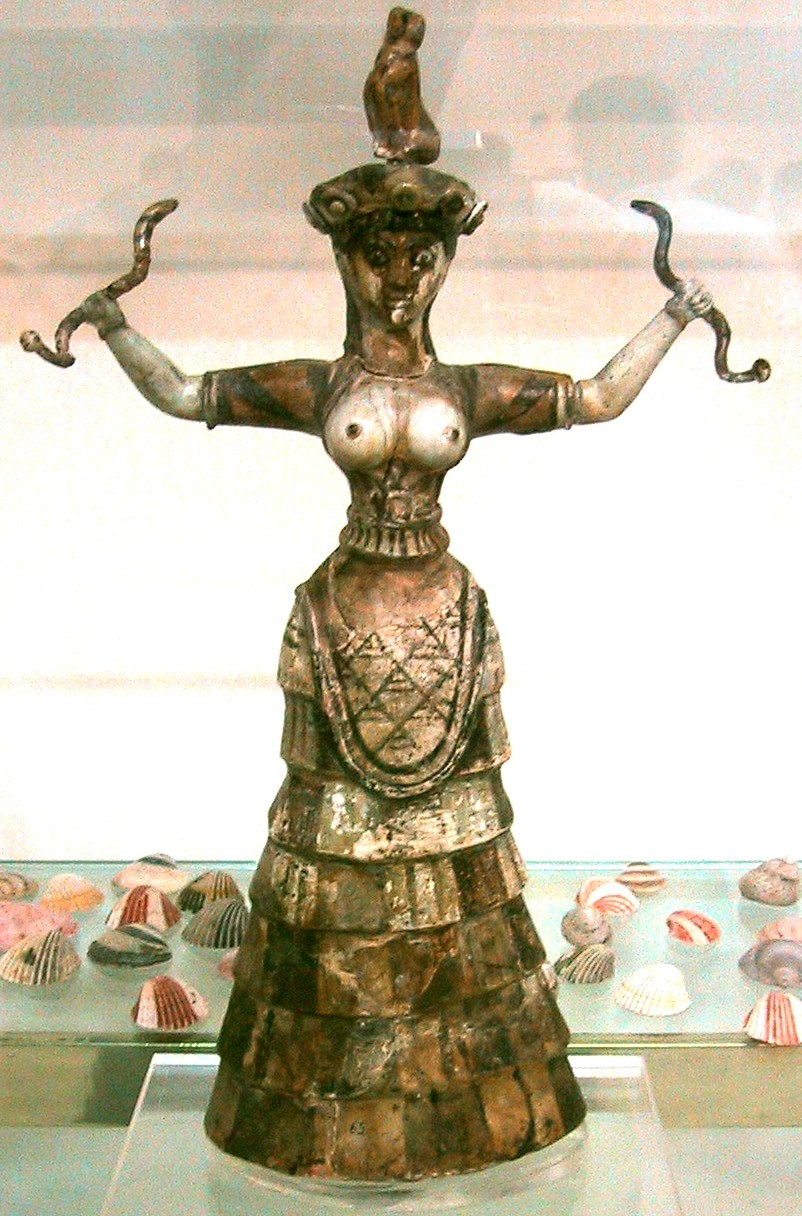
Dea dei serpenti al Museo archeologico di Candia

Stabilì che la Grande Dea si relazionava con le rappresentazioni di dee in altre culture, che erano una rappresentazione concreta della Grande Dea secondo il culto. Suddivise questo assortimento di divinità femminili in quattro gruppi, seguendo il significato simbolico della stessa: «Colei che dà la vita», all'interno del quale sono inquadrate le rappresentazioni del corpo della donna e quelle correlate con la creazione della vita, siano esse umane o animali. Definì un altro blocco come «La terra rinnovatrice ed eterna», rappresentazione delle quattro stagioni, della fertilità e degli esseri umani come parte della natura. Il terzo gruppo era «Morte e rigenerazione», riferito a quelle dee che tolgono la vita e vengono rappresentate sotto forma di serpenti, cani, api o uccelli. L'ultimo gruppo comprende i simboli e i segni che rappresentano le energie e il tempo.
Gimbutas associò la Dea serpente, presente nella civiltà di Creta, con la neolitica Dea uccello, simbolo dell'energia e degli animali malvagi, entrambe considerate diverse sfaccettature della Grande Dea. Altre rappresentazioni della stessa dea erano la dea ape, quella degli animali, quella del toro, e infine la dama del labirinto, rappresentazione costante nell'arte minoica. Gimbutas rifiutò l'idea che mette in relazione la dea della fertilità con le dee affini a Venere, così come quelle denominate Dea madre, Madre Terra e Madre dei morti.
Gimbutas non gradiva il termine «matriarcale» per le cosiddette società matriarcali, perché secondo i suoi studi le società governate da donne non si sono mai imposte su quelle maschili, e non c'è mai stato un dominio di queste società sulle altre. Tuttavia, adoperò comunque il termine, seppur con un significato diverso da quello acquisito in tempi più recenti, fatto che diede luogo a varie interpretazioni dei suoi studi sulla Grande Dea. Gli studi e i ritrovamenti che riguardano la Grande Dea sono stati pubblicati nel 1996 nell'opera Il linguaggio della Dea.
Con l'arrivo dei kurgani nel IV millennio a.C., il culto della Grande Dea passò in secondo piano nelle nuove società che stavano sorgendo. In alcune società, tuttavia, la tradizione e il culto per questa Grande Dea sono sopravvissuti, trasformandosi ed evolvendosi, fino alla contemporaneità, mantenendo le quelle tradizioni, la cultura e le religioni.

### Gilania
Riguardo alla struttura di potere delle società cosiddette matriarcali, Gimbutas aveva preferito coniare il termine gilania:
(Eva Cantarella)

## Critica

### Apprezzamenti

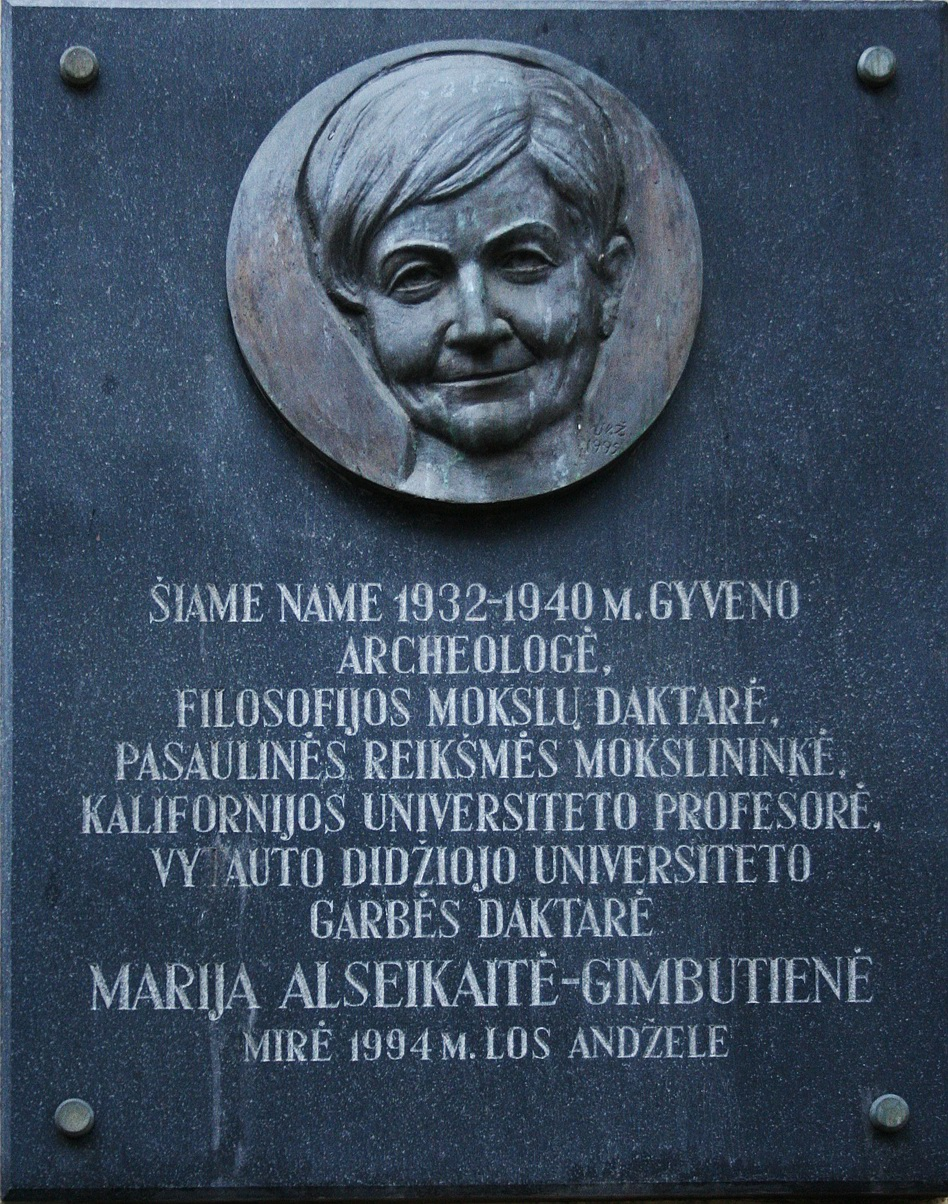
Placca commemorativa a Kaunas

Joseph Campbell e Ashley Montagu ritennero paragonabile il contributo di Marija Gimbutas alla Stele di Rosetta e la decifrazione dei geroglifici egizi. Campbell scrisse la prefazione ad un'edizione del The Language of the Goddess (1989), prima che Gimbutas morisse, e spesso diceva di quanto profondamente si rammaricasse che le sue ricerche sulle culture del neolitico dell'Europa non fossero disponibili nel tempo in cui lui stava scrivendo The Masks of God.
I suoi articoli sono archiviati insieme con quelli di Marija Gimbutas alla "Joseph Campbell and Marija Gimbutas library", al Pacifica Graduate Institute, a sud di Santa Barbara, California.

Joan Marler scrisse: 
Per realizzare ciò fu necessario allargare gli orizzonti dell'archeologia descrittiva al fine di includere linguistica, mitologia, comparazione delle religioni e lo studio storiografico. Lei definì questo approccio interdisciplinare, archeomitologia.»
L'ipotesi kurgan è quella che riceve maggiori consensi circa la diffusione delle lingue indoeuropee.

### Critiche
I critici sostengono che gli oggetti ritrovati nelle sepolture, di cui Marija Gimbutas non tiene conto, suggeriscano in realtà che nel Neolitico vi fossero ruoli sociali più usuali per i sessi; contestano l'enfasi data alla figura femminile quando in realtà sono presenti anche molte figure maschili o asessuate. Nel caso di Cucuteni-Trypillia comunque tale enfasi sul ruolo femminile sociale è ben documentata nel catalogo della mostra del settembre 2008 a Roma (vedi Stato dell'Arte).
Andrew Fleming, "The Myth of the Mother Goddess," (World Archaeology 1969) nega che la spirale Neolitica, i cerchi, e i punti siano simboli che rappresentano gli occhi; che gli occhi, le facce e le figure asessuate siano simboli femminili; o che certe figure femminili possano rappresentare divinità.
Peter Ucko ipotizza che quelle figure femminili che Maria Gimbutas presumeva fossero simbolo della fertilità, fossero in realtà vere e proprie bambole del Neolitico.
I suoi tentativi di decifrare i segni neolitici come ideogrammi, in The Language of the Goddess (1989), ricevettero una dura opposizione.
Mentre i contributi sulla linguistica indeuropea di Gimbutas sono generalmente molto considerati, la sua ricostruzione di una pacifica "vecchia Europa" neolitica, in cui non esistevano gruppi di guerrieri e guerre endemiche è stata sovente contestata. Per esempio sono note fortificazioni elementari anche in insediamenti antecedenti alla migrazione dai popoli indeuropei, mentre sono estremamente frequenti le punte di freccia neolitiche destinate alla guerra, piuttosto che alla caccia (distinguibili perché le prime erano fatte per non essere estraibili).

## Pubblicazioni

### Libri

#### Monografie
- Die Bestattung in Litauen in der vorgeschichtlichen Zeit, Tubinga, In Kommission bei J.C.B. Mohr, 1946.
- The Prehistory of Eastern Europe, vol. I. Mesolithic, Neolithic and Copper Age Cultures in Russia and the Baltic Area, Cambridge (Mass.), Peabody Museum, 1956, 241 pagg.
- con R. W. Ehrich, COWA Survey and Bibliography, Area – Central Europe, Cambridge, Harvard University, 1957.
- Rytprusiu ir vakaru lietuvos priesistorines kulturos apzvalga, Nuova York, Studia Lituaica I, 1958.
- Ancient symbolism in Lithuanian folk art, Philadelphia, American Folklore Society, 1958.
- con R. W. Ehrich, COWA Survey and Bibliography, Area 2 – Scandinavia, Cambridge, Harvard University, 1959.
- The Balts, Londra, Thames and Hudson, 1963, I Baltici, Milano, Il Saggiatore, 1967, I Balti, Milano, Medusa, 2017
- Bronze Age cultures in Central and Eastern Europe, L'Aia e Londra, Mouton, 1965, 681 pagg.
- The Slavs, Londra, Thames & Hudson, 1971, 240 pagg.
- The Gods and Goddesses of Old Europe, 7000 to 3500 BC. Myths, Legends and Cult Images, Londra, Thames & Hudson, 1974, 303 pagg., Le dee e gli dei dell'antica Europa, Viterbo, Stampa Alternativa, 2016
- Grotta Scaloria. Resoconto sulle ricerche del 1980 relative agli scavi del 1979, Manfredonia, Amministrazione comunale, 1981.
- Baltai priešistoriniais laikais. Etnogenezė, materialinė kultūra ir mitologija, Vilnius, Mokslas, 1985.
- The Language of the Goddess. Unearthing the Hidden Symbols of Western Civilization, San Francisco, Harper & Row, 1989,  Il linguaggio della Dea (archiviato dall'url originale il 22 febbraio 2008).. Mito e culto della Dea madre nell'Europa neolitica [1989]; pres. di Joseph Campbell; trad. da Nicola Crocetti, Milano, Longanesi, 1990, Vicenza, Neri Pozza, 1997, trad. da Selene Ballerini: Roma, Venexia, 2008
- The Civilization of the Goddess. The World of Old Europe, San Francisco, Harper, 1991, 544 pagg, La civiltà della Dea, Viterbo, Stampa Alternativa, 2 volumi, 2012 e 2013
- Die Ethnogenese der europäischen Indogermanen, Innsbruck, Institut für Sprachwissenschaft der Universität Innsbruck, 1992, 313 pagg.
- Das Ende Alteuropas. Der Einfall von Steppennomaden aus Südrussland und die Indogermanisierung Mitteleuropas, Innsbruck, Institut für Sprachwissenschaft der Universität Innsbruck, 1994, 135 pagg.
- The Living Goddesses, riveduto ed ampliato da Miriam Robbins Dexter, Berkeley e Los Angeles, University of California Press, 1999, Le dee viventi, Milano, Medusa, 2005

#### Opere curate
- Obre, Neolithic Sites in Bosnia, Sarajevo, A. Archaeologic, 1974.
- Neolithic Macedonia as reflected by excavation at Anza, southeast Yugoslavia, Los Angeles, UCLA, Institute of Archaeology (Monumenta archaeologica 1), 1976.
- Excavations at Sitagroi, a prehistoric village in northeast Greece, a cura di Colin Renfrew, Marija Gimbutas ed Ernestine S. Elster, vol. 1, Los Angeles, Institute of Archaeology, University of California, (Monumenta archaeologica 13), 1986.
- Achilleion. A Neolithic settlement in Thessaly, Greece, 6400-5600 BC, a cura di Marija Gimbutas, Shan Winn e Daniel Shimabuku, Los Angeles, UCLA, Institute of Archaeology, Monumenta archaeologica 14, 1989.
- I nomi della Dea, a cura di Marija Gimbutas, Joseph Campbell, Riane Eisler e Charles Musès, Roma, Astrolabio-Ubaldini Editore, 1992.

### Articoli
- Marija Gimbutas 1961. «Notes on the chronology and expansion of the Pit-grave culture», in L'Europe à la fin de l'âge de la pierre, a cura di J. Bohm e S. J. De Laet, Praga, Accademia cecoslovacca delle scienze, pp. 193–200.
- Marija Gimbutas 1977. The first wave of Eurasian steppe pastoralists into Copper Age Europe, «JIES», n. 5, pp. 277–338.
- Marija Gimbutas 1980. The Kurgan wave #2 (c.3400-3200 BC) into Europe and the following transformation of culture, «JIES», n. 8, pp. 273–315.
- Marija Gimbutas 1993. The Indo-Europeanization of Europe: the intrusion of steppe pastoralists from south Russia and the transformation of Old Europe, «Word», n. 44, pp. 205–222.

### Annotazioni
1. ↑  La «archeomitologia» di Gimbutas si basava sullo studio archeologico combinato con la linguistica, la storia e la mitologia e i riti e culti religiosi. Mediante l'analisi dei documenti e dei reperti elaborò questa metodologia che le permise di creare un sistema con cui mettere tutti insieme nell'interpretazione dei reperti archeologici.Fernández Navarro e Garagalza Arrizabalaga 2018, p. 6
2. ↑  Gimbutas collocò l'area d'influenza al Nordeuropa verso la Repubblica Ceca, la zona verso oriente fino a Kiev, e copriva fino all'Europa meridionale: Italia, Sicilia, Malta, Creta, Grecia, Cicladi, Ionie e le isole egee, arrivando fino alla Turchia.[7]
3. ↑  Il termine «matriarcato» ha subito variazioni nel suo significato e nel suo utilizzo in seguito alle pubblicazioni di Johann Jakob Bachofen (1815-1887), l'antropologo che formulò la teoria del matriarcato. In concreto, l'opera ad avviare queste variazioni fu Il matriarcato (1861).[23]

### Fonti
1. ↑  Biaggi e Wilshire 1994, p. 8.
2. ↑   María Angustias Carrillo de Albornoz, Marija Gimbutas y la memoria de Europa, su Hermes Institut. URL consultato il 6 ottobre 2020.
3. 1 2 3 4 5   Joan Marler, The Beginnings of Patriarchy in Europe: Reflections on the Kurgan Theory of Marija Gimbutas, in The Rule of Mars: The History and Impact of Patriarchy, 2006. URL consultato il 25 settembre 2020.
4. ↑  (EN) Iain Gow e Isobel Dowler, From the Realm of the Ancestors: An Anthology in Honor of Marija Gimbutas, Joan Marler, ed. Manchester, Conn.: Knowledge Ideas and Trends, 1997, pp. ix, 659, in Canadian Journal of Political Science/Revue canadienne de science politique, vol. 31, n. 4, dicembre 1998,  pp. 837-839, DOI:10.1017/S0008423900009987, ISSN 1744-9324 (WC · ACNP). URL consultato il 25 settembre 2020.
5. ↑  Navickaitè 2019, pp. 121-124.
6. ↑   Lorena Simó Cabrera e Cristian D. Denton Zanello, Datación de muestras de origen biológico mediante radiocarbono, Alicante, Università di Alicante: dipartimento di fisica applicata, 18 giugno 2018,  p. 3, OCLC 1049560910. URL consultato il 4 ottobre 2020.
7. 1 2 3 4 5  Fernández Navarro e Garagalza Arrizabalaga 2018, pp. 3-5.
8. ↑   La arqueomitología de Marija Gimbutas, su Crónica Digital, Santiago del Cile, 27 luglio 2014. URL consultato il 22 settembre 2020.
9. ↑   Descubriendo la Vieja Europa, Marija Gimbutas (1921-1994) | Vidas científicas, in Mujeres con ciencia. URL consultato il 7 maggio 2018.
10. 1 2 3  (EN) Cristina Biaggi, The rule of Mars: readings on the origins, history and impact of patriarchy, Manchester, Connecticut, Knowledge, Ideas & Trends, 2005, OCLC 648563844. URL consultato il 25 settembre 2020.
11. 1 2  Biaggi e Wilshire 1994, p. 9.
12. ↑  (ES) Marija Gimbutas, arqueóloga | Efemérides, in Mujeres con ciencia. URL consultato il 7 de mayo de 2018.
13. ↑  (ES) Christian Ortiz, Marija Gimbutas: Signs Out Of Time, su youtube.com, 20 novembre 2014.
14. 1 2   Juan José Prat Ferrer, El mito de la Magna Dea en la cultura contemporánea, in Revista Folklore, n. 285, Fundación Joaquín Díaz, 2004. URL consultato il 22 settembre 2020.
15. ↑  (EN) Joan Marler, Introduction: In honor Marija Gimbutas, su Modern Matriarchal Studies Sites, 2011. URL consultato il 6 ottobre 2020 (archiviato dall'url originale il 23 agosto 2022).
16. ↑  (EN) Marija Gimbutas e Hugh Hencken, The Prehistory of Eastern Europe. Part I: Mesolithic, Neolithic and Copper Age Cultures in Russia and the Baltic Area, Cambridge, Massachusetts, Peabody Museum, 1956, OCLC 911721460.
17. ↑  (EN) Haak W, Lazaridis I, Patterson N, Rohland N, Mallick S, Llamas B, Brandt G, Nordenfelt S, Harney E, Stewardson K, Fu Q, Mittnik A, Bánffy E, Economou C, Francken M, Friederich S, Pena RG, Hallgren F, Khartanovich V, Khokhlov A, Kunst M, Kuznetsov P, Meller H, Mochalov O, Moiseyev V, Nicklisch N, Pichler SL, Risch R, Rojo Guerra MA, Roth C, Szécsényi-Nagy A, Wahl J, Meyer M, Krause J, Brown D, Anthony D, Cooper A, Alt KW e Reich D., Massive migration from the steppe was a source for Indo-European languages in Europe, in Nature, vol. 522, 2015,  pp. 207–211, DOI:10.1038/nature14317. URL consultato il 10 maggio 2025.
18. ↑  (EN) Morten E. Allentoft et al., Population genomics of Bronze Age Eurasia, in Nature, vol. 522, n. 7555, 1º giugno 2015,  pp. 167-172, Bibcode:2015Natur.522..167A, DOI:10.1038/nature14507, PMID 26062507.
19. ↑  (EN) Iain Mathieson et al., Eight thousand years of natural selection in Europe, in bioRxiv, 14 marzo 2015,  p. 016477, DOI:10.1101/016477. URL consultato il 7 agosto 2018.
20. 1 2 3  Fernández Navarro e Garagalza Arrizabalaga 2018, pp. 2-10.
21. ↑  Fernández Navarro e Garagalza Arrizabalaga 2018, pp. 2-3.
22. ↑  Fernández Navarro e Garagalza Arrizabalaga 2018, pp. 2-10, 12-13.
23. ↑   Annunziata Rossi, J. J. Bachofen y el retorno de las Madres, in Acta Poética, vol. 30, n. 1, 2009,  pp. 273-296, ISSN 0185-3082 (WC · ACNP). URL consultato il 6 ottobre 2020.
24. ↑   University of Wales, Lampeter - Archaeology and Anthropology, su web.archive.org, 24 aprile 2006. URL consultato il 26 aprile 2023 (archiviato dall'url originale il 24 aprile 2006).
25. ↑   Peter UCKO: Institute of Archaeology UCL, su web.archive.org, 7 dicembre 2009. URL consultato il 26 aprile 2023 (archiviato dall'url originale il 7 dicembre 2009).
26. ↑  (EN) Peter Steinfels, Idyllic Theory Of Goddesses Creates Storm, in The New York Times, 13 febbraio 1990. URL consultato il 28 febbraio 2024.